# Hillal Soudani
El Arbi Hillel Soudani (in arabo العربي هلال سوداني‎?, Al-ʿArabī Hilāl Sūdānī; Chlef, 25 novembre 1987) è un calciatore algerino, attaccante del Maribor e della nazionale algerina.

## Caratteristiche tecniche
Mancino, gioca prevalentemente come ala destra, ruolo che predilige nel convergere per andare al tiro è dotato di buona tecnica e buona resistenza fisica, può giocare anche sulla fascia opposta ed all'occorrenza come punta centrale.

## Carriera

### Club
Ha giocato per sei anni nel campionato algerino, militando nell'ASO Chlef e collezionando globalmente 124 partite e 54 reti. Nell'estate del 2011 si trasferisce al Vitória Sport Clube, in cui esordisce anche in Europa League. Il 27 maggio 2013 la Dinamo Zagabria comunica che il giocatore ha firmato un contratto quadriennale con la squadra croata. Il 16 luglio 2013 il giocatore segna una doppietta nel primo turno di qualificazione dell'UEFA Champions League 2013-2014 contro il CS Fola Esch (il risultato finale sarà poi 5-0 a favore della Dinamo Zagabria), mentre il 18 settembre 2014 realizza una tripletta in una partita valida per l'Europa League, contro l'Astra (5-1).

### Nazionale
Debutta con la nazionale algerina il 4 giugno 2011 nella partita valida alle qualificazioni alla Coppa d'Africa 2012 contro il Marocco. Successivamente è convocato per la Coppa delle nazioni africane 2013, per il Campionato mondiale di calcio 2014, la Coppa delle nazioni africane 2015, la Coppa d'Africa 2017.

## Statistiche

### Presenze e reti nei club
Statistiche aggiornate al 18 agosto 2024.
| Stagione                 | Squadra                  | Campionato               | Campionato | Campionato | Coppe nazionali | Coppe nazionali | Coppe nazionali | Coppe continentali | Coppe continentali | Coppe continentali | Altre coppe | Altre coppe | Altre coppe | Totale | Totale |
| Stagione                 | Squadra                  | Comp                     | Pres       | Reti       | Comp            | Pres            | Reti            | Comp               | Pres               | Reti               | Comp        | Pres        | Reti        | Pres   | Reti   |
| ------------------------ | ------------------------ | ------------------------ | ---------- | ---------- | --------------- | --------------- | --------------- | ------------------ | ------------------ | ------------------ | ----------- | ----------- | ----------- | ------ | ------ |
| 2005-2006                | ASO Chlef                | D1                       | 1          | 0          | CA              | 0               | 0               | -                  | -                  | -                  | -           | -           | -           | 1      | 0      |
| 2006-2007                | ASO Chlef                | D1                       | 11         | 3          | CA              | 3               | 1               | CC                 | 2                  | 0                  | -           | -           | -           | 16     | 4      |
| 2007-2008                | ASO Chlef                | D1                       | 24         | 11         | CA              | 2               | 0               | -                  | -                  | -                  | -           | -           | -           | 26     | 11     |
| 2008-2009                | ASO Chlef                | D1                       | 19         | 4          | CA              | 2               | 0               | -                  | -                  | -                  | -           | -           | -           | 21     | 4      |
| 2009-2010                | ASO Chlef                | D1                       | 28         | 12         | CA              | 4               | 4               | -                  | -                  | -                  | -           | -           | -           | 32     | 16     |
| 2010-2011                | ASO Chlef                | D1                       | 25         | 18         | CA              | 3               | 1               | -                  | -                  | -                  | -           | -           | -           | 28     | 19     |
| Totale ASO Chlef         | Totale ASO Chlef         | Totale ASO Chlef         | 108        | 48         |                 | 14              | 6               |                    | 2                  | 0                  |             | -           | -           | 124    | 54     |
| 2011-2012                | Vitória Guimarães        | PL                       | 16         | 4          | CP+CdL          | 2+2             | 2+0             | UEL                | 1                  | 0                  | -           | -           | -           | 21     | 6      |
| 2012-2013                | Vitória Guimarães        | PL                       | 21         | 9          | CP+CdL          | 3+0             | 3+0             | -                  | -                  | -                  | -           | -           | -           | 24     | 12     |
| Totale Vitória Guimarães | Totale Vitória Guimarães | Totale Vitória Guimarães | 37         | 13         |                 | 7               | 5               |                    | 1                  | 0                  |             | -           | -           | 45     | 18     |
| 2013-2014                | Dinamo Zagabria          | 1.HNL                    | 31         | 16         | CC              | 5               | 0               | UCL+UEL            | 5+4                | 3+0                | SC          | 1           | 0           | 46     | 19     |
| 2014-2015                | Dinamo Zagabria          | 1.HNL                    | 23         | 11         | CC              | 3               | 0               | UCL+UEL            | 4+8                | 2+3                | SC          | 0           | 0           | 38     | 16     |
| 2015-2016                | Dinamo Zagabria          | 1.HNL                    | 21         | 8          | CC              | 5               | 3               | UCL                | 11                 | 3                  | -           | -           | -           | 37     | 14     |
| 2016-2017                | Dinamo Zagabria          | 1.HNL                    | 29         | 17         | CC              | 1               | 0               | UCL                | 11                 | 2                  | -           | -           | -           | 41     | 19     |
| 2017-2018                | Dinamo Zagabria          | 1.HNL                    | 28         | 17         | CC              | 4               | 1               | UEL                | 3                  | 0                  | -           | -           | -           | 35     | 18     |
| Totale Dinamo Zagabria   | Totale Dinamo Zagabria   | Totale Dinamo Zagabria   | 132        | 69         |                 | 18              | 4               |                    | 46                 | 13                 |             | 1           | 0           | 197    | 86     |
| 2018-2019                | Middlesbrough            | FLC                      | 6          | 2          | FACup+CdL       | 0+2             | 0               | -                  | -                  | -                  | -           | -           | -           | 8      | 2      |
| 2019-2020                | Olympiacos               | SL                       | 19         | 7          | CG              | 1               | 0               | UCL+UEL            | 1+0                | 0                  | -           | -           | -           | 21     | 7      |
| 2020-gen. 2021           | Olympiacos               | SL                       | 5          | 2          | CG              | 1               | 0               | UCL+UEL            | 4+0                | 0                  | -           | -           | -           | 10     | 2      |
| Totale Olympiakos        | Totale Olympiakos        | Totale Olympiakos        | 24         | 9          |                 | 2               | 0               |                    | 5                  | 0                  |             | -           | -           | 31     | 9      |
| gen.-giu. 2021           | Al-Fateh                 | SPL                      | 13         | 2          | KC              | 2               | 0               | -                  | -                  | -                  | -           | -           | -           | 15     | 2      |
| 2021-2022                | Damac                    | SPL                      | 24         | 8          | KC              | 0               | 0               | -                  | -                  | -                  | -           | -           | -           | 24     | 8      |
| 2022-2023                | Damac                    | SPL                      | 20         | 6          | KC              | 1               | 0               | -                  | -                  | -                  | -           | -           | -           | 21     | 6      |
| Totale Damac             | Totale Damac             | Totale Damac             | 44         | 14         |                 | 1               | 0               |                    | -                  | -                  |             | -           | -           | 45     | 14     |
| 2023-2024                | Maribor                  | 1.SNL                    | 27         | 15         | CS              | 2               | 1               | UECL               | 1                  | 0                  | -           | -           | -           | 30     | 16     |
| 2024-2025                | Maribor                  | 1.SNL                    | 3          | 0          | CS              | 0               | 0               | UEL+UECL           | 1+2                | 0+1                | -           | -           | -           | 6      | 1      |
| Totale Maribor           | Totale Maribor           | Totale Maribor           | 30         | 15         |                 | 2               | 1               |                    | 4                  | 1                  |             | -           | -           | 36     | 17     |
| Totale carriera          | Totale carriera          | Totale carriera          | 394        | 172        |                 | 48              | 16              |                    | 58                 | 14                 |             | 1           | 0           | 501    | 202    |

### Cronologia presenze e reti in nazionale
| Cronologia completa delle presenze e delle reti in nazionale ― Algeria | Cronologia completa delle presenze e delle reti in nazionale ― Algeria | Cronologia completa delle presenze e delle reti in nazionale ― Algeria | Cronologia completa delle presenze e delle reti in nazionale ― Algeria | Cronologia completa delle presenze e delle reti in nazionale ― Algeria | Cronologia completa delle presenze e delle reti in nazionale ― Algeria | Cronologia completa delle presenze e delle reti in nazionale ― Algeria | Cronologia completa delle presenze e delle reti in nazionale ― Algeria |
| Data                                                                   | Città                                                                  | In casa                                                                | Risultato                                                              | Ospiti                                                                 | Competizione                                                           | Reti                                                                   | Note                                                                   |
| ---------------------------------------------------------------------- | ---------------------------------------------------------------------- | ---------------------------------------------------------------------- | ---------------------------------------------------------------------- | ---------------------------------------------------------------------- | ---------------------------------------------------------------------- | ---------------------------------------------------------------------- | ---------------------------------------------------------------------- |
| 31-8-2010                                                              | ?                                                                      | Algeria                                                                | 3 – 1                                                                  | Ciad                                                                   | Amichevole                                                             | -                                                                      |                                                                        |
| 4-6-2011                                                               | Marrakech                                                              | Marocco                                                                | 4 – 0                                                                  | Algeria                                                                | Qual. Coppa d'Africa 2012                                              | -                                                                      | 71’                                                                    |
| 12-11-2011                                                             | Blida                                                                  | Algeria                                                                | 1 – 0                                                                  | Tunisia                                                                | Amichevole                                                             | -                                                                      | 58’                                                                    |
| 26-5-2012                                                              | Blida                                                                  | Algeria                                                                | 3 – 0                                                                  | Niger                                                                  | Amichevole                                                             | 1                                                                      | 46’                                                                    |
| 2-6-2012                                                               | Blida                                                                  | Algeria                                                                | 4 – 0                                                                  | Ruanda                                                                 | Qual. Mondiali 2014                                                    | 2                                                                      |                                                                        |
| 10-6-2012                                                              | Ouagadougou                                                            | Mali                                                                   | 2 – 1                                                                  | Algeria                                                                | Qual. Mondiali 2014                                                    | -                                                                      | 80’                                                                    |
| 15-6-2012                                                              | Blida                                                                  | Algeria                                                                | 4 – 1                                                                  | Gambia                                                                 | Qual. Coppa d'Africa 2013                                              | 1                                                                      | 66’ 71’                                                                |
| 9-9-2012                                                               | Casablanca                                                             | Libia                                                                  | 0 – 1                                                                  | Algeria                                                                | Qual. Coppa d'Africa 2013                                              | 1                                                                      | 78’                                                                    |
| 14-10-2012                                                             | Blida                                                                  | Algeria                                                                | 2 – 0                                                                  | Libia                                                                  | Qual. Coppa d'Africa 2013                                              | 1                                                                      | 90’                                                                    |
| 12-1-2013                                                              | Johannesburg                                                           | Sudafrica                                                              | 0 – 0                                                                  | Algeria                                                                | Amichevole                                                             | -                                                                      | 58’                                                                    |
| 22-1-2013                                                              | Rustenburg                                                             | Tunisia                                                                | 1 – 0                                                                  | Algeria                                                                | Coppa d'Africa 2013 - 1º turno                                         | -                                                                      | 74’                                                                    |
| 26-1-2013                                                              | Rustenburg                                                             | Algeria                                                                | 0 – 2                                                                  | Togo                                                                   | Coppa d'Africa 2013 - 1º turno                                         | -                                                                      |                                                                        |
| 30-1-2013                                                              | Rustenburg                                                             | Algeria                                                                | 2 – 2                                                                  | Costa d'Avorio                                                         | Coppa d'Africa 2013 - 1º turno                                         | 1                                                                      | 82’                                                                    |
| 26-3-2013                                                              | Blida                                                                  | Algeria                                                                | 3 – 1                                                                  | Benin                                                                  | Qual. Mondiali 2014                                                    | -                                                                      | 90+1’                                                                  |
| 2-6-2013                                                               | Blida                                                                  | Algeria                                                                | 2 – 0                                                                  | Burkina Faso                                                           | Amichevole                                                             | 1                                                                      | 66’                                                                    |
| 9-6-2013                                                               | Porto-Novo                                                             | Benin                                                                  | 1 – 3                                                                  | Algeria                                                                | Qual. Mondiali 2014                                                    | -                                                                      | 64’                                                                    |
| 14-8-2013                                                              | Blida                                                                  | Algeria                                                                | 2 – 2                                                                  | Guinea                                                                 | Amichevole                                                             | -                                                                      | 46’                                                                    |
| 10-9-2013                                                              | Blida                                                                  | Algeria                                                                | 1 – 0                                                                  | Mali                                                                   | Qual. Mondiali 2014                                                    | 1                                                                      | 90’                                                                    |
| 12-10-2013                                                             | Ouagadougou                                                            | Burkina Faso                                                           | 3 – 2                                                                  | Algeria                                                                | Qual. Mondiali 2014                                                    | -                                                                      |                                                                        |
| 19-11-2013                                                             | Blida                                                                  | Algeria                                                                | 1 – 0                                                                  | Burkina Faso                                                           | Qual. Mondiali 2014                                                    | -                                                                      |                                                                        |
| 5-3-2014                                                               | Blida                                                                  | Algeria                                                                | 2 – 0                                                                  | Slovenia                                                               | Amichevole                                                             | 1                                                                      | 85’                                                                    |
| 31-5-2014                                                              | Sion                                                                   | Algeria                                                                | 3 – 1                                                                  | Armenia                                                                | Amichevole                                                             | -                                                                      | 76’                                                                    |
| 4-6-2014                                                               | Ginevra                                                                | Algeria                                                                | 2 – 1                                                                  | Romania                                                                | Amichevole                                                             | 1                                                                      | 76’                                                                    |
| 17-6-2014                                                              | Belo Horizonte                                                         | Belgio                                                                 | 2 – 1                                                                  | Algeria                                                                | Mondiali 2014 - 1º turno                                               | -                                                                      | 66’                                                                    |
| 26-6-2014                                                              | Curitiba                                                               | Algeria                                                                | 1 – 1                                                                  | Russia                                                                 | Mondiali 2014 - 1º turno                                               | -                                                                      | 90+1’                                                                  |
| 30-6-2014                                                              | Porto Alegre                                                           | Germania                                                               | 2 – 1 dts                                                              | Algeria                                                                | Mondiali 2014 - Ottavi di finale                                       | -                                                                      | 100’                                                                   |
| 6-9-2014                                                               | Addis Abeba                                                            | Etiopia                                                                | 1 – 2                                                                  | Algeria                                                                | Qual. Coppa d'Africa 2015                                              | 1                                                                      | 33’ 77’                                                                |
| 15-11-2014                                                             | Blida                                                                  | Algeria                                                                | 3 – 1                                                                  | Etiopia                                                                | Qual. Coppa d'Africa 2015                                              | -                                                                      | 84’                                                                    |
| 19-11-2014                                                             | Bamako                                                                 | Mali                                                                   | 2 – 0                                                                  | Algeria                                                                | Qual. Coppa d'Africa 2015                                              | -                                                                      | 58’                                                                    |
| 11-1-2015                                                              | Radès                                                                  | Tunisia                                                                | 1 – 1                                                                  | Algeria                                                                | Amichevole                                                             | -                                                                      | 65’                                                                    |
| 19-1-2015                                                              | Mongomo                                                                | Algeria                                                                | 3 – 1                                                                  | Sudafrica                                                              | Coppa d'Africa 2015 - 1º turno                                         | -                                                                      | 90’                                                                    |
| 27-1-2015                                                              | Malabo                                                                 | Senegal                                                                | 0 – 2                                                                  | Algeria                                                                | Coppa d'Africa 2015 - 1º turno                                         | -                                                                      | 80’                                                                    |
| 1-2-2015                                                               | Malabo                                                                 | Costa d'Avorio                                                         | 3 – 1                                                                  | Algeria                                                                | Coppa d'Africa 2015 - Quarti di finale                                 | 1                                                                      | 72’                                                                    |
| 13-6-2015                                                              | Blida                                                                  | Algeria                                                                | 4 – 0                                                                  | Seychelles                                                             | Qual. Coppa d'Africa 2017                                              | 2                                                                      | 65’                                                                    |
| 6-9-2015                                                               | Maseru                                                                 | Lesotho                                                                | 1 – 3                                                                  | Algeria                                                                | Qual. Coppa d'Africa 2017                                              | 2                                                                      | 46’                                                                    |
| 9-10-2015                                                              | Algeri                                                                 | Algeria                                                                | 1 – 2                                                                  | Guinea                                                                 | Amichevole                                                             | -                                                                      | 80’                                                                    |
| 13-10-2015                                                             | Algeri                                                                 | Algeria                                                                | 1 – 0                                                                  | Senegal                                                                | Amichevole                                                             | -                                                                      | 70’                                                                    |
| 2-6-2016                                                               | Victoria                                                               | Seychelles                                                             | 0 – 2                                                                  | Algeria                                                                | Qual. Coppa d'Africa 2017                                              | 1                                                                      | 90’                                                                    |
| 4-9-2016                                                               | Blida                                                                  | Algeria                                                                | 6 – 0                                                                  | Lesotho                                                                | Qual. Coppa d'Africa 2017                                              | 2                                                                      | 84’                                                                    |
| 9-10-2016                                                              | Blida                                                                  | Algeria                                                                | 1 – 1                                                                  | Camerun                                                                | Qual. Mondiali 2018                                                    | 1                                                                      | 67’ 77’                                                                |
| 15-1-2017                                                              | Libreville                                                             | Algeria                                                                | 2 – 2                                                                  | Zimbabwe                                                               | Coppa d'Africa 2017                                                    | -                                                                      | 77’                                                                    |
| 6-6-2017                                                               | Blida                                                                  | Algeria                                                                | 2 – 1                                                                  | Guinea                                                                 | Amichevole                                                             | 1                                                                      | 72’                                                                    |
| 11-6-2017                                                              | Blida                                                                  | Algeria                                                                | 1 – 0                                                                  | Togo                                                                   | Qual. Coppa d'Africa 2019                                              | -                                                                      | 69’                                                                    |
| 2-9-2017                                                               | Lusaka                                                                 | Zambia                                                                 | 3 – 1                                                                  | Algeria                                                                | Qual. Mondiali 2018                                                    | -                                                                      | 58’                                                                    |
| 5-9-2017                                                               | Costantina                                                             | Algeria                                                                | 0 – 1                                                                  | Zambia                                                                 | Qual. Mondiali 2018                                                    | -                                                                      |                                                                        |
| 7-10-2017                                                              | Yaoundé                                                                | Camerun                                                                | 2 – 0                                                                  | Algeria                                                                | Qual. Mondiali 2018                                                    | -                                                                      |                                                                        |
| 22-3-2018                                                              | Algeri                                                                 | Algeria                                                                | 4 – 1                                                                  | Tanzania                                                               | Amichevole                                                             | -                                                                      | 78’                                                                    |
| 27-3-2018                                                              | Graz                                                                   | Iran                                                                   | 2 – 1                                                                  | Algeria                                                                | Amichevole                                                             | -                                                                      |                                                                        |
| 1-6-2018                                                               | Algeri                                                                 | Algeria                                                                | 2 – 3                                                                  | Capo Verde                                                             | Amichevole                                                             | -                                                                      | 58’                                                                    |
| 7-6-2018                                                               | Lisbona                                                                | Portogallo                                                             | 3 – 0                                                                  | Algeria                                                                | Amichevole                                                             | -                                                                      | 85’                                                                    |
| 14-11-2019                                                             | Blida                                                                  | Algeria                                                                | 5 – 0                                                                  | Zambia                                                                 | Qual. Coppa d'Africa 2021                                              | 1                                                                      | 81’                                                                    |
| 18-11-2019                                                             | Gaborone                                                               | Botswana                                                               | 0 – 1                                                                  | Algeria                                                                | Qual. Coppa d'Africa 2021                                              | -                                                                      | 73’                                                                    |
| 25-3-2021                                                              | Lusaka                                                                 | Zambia                                                                 | 3 – 3                                                                  | Algeria                                                                | Qual. Coppa d'Africa 2021                                              | -                                                                      | 87’                                                                    |
| 1-12-2021                                                              | Ar Rayyan                                                              | Algeria                                                                | 4 – 0                                                                  | Sudan                                                                  | Coppa araba FIFA 2021 - 1º turno                                       | 1                                                                      | 87’                                                                    |
| 4-12-2021                                                              | Al Wakrah                                                              | Libano                                                                 | 0 – 2                                                                  | Algeria                                                                | Coppa araba FIFA 2021 - 1º turno                                       | -                                                                      | 66’                                                                    |
| 7-12-2021                                                              | Al Wakrah                                                              | Algeria                                                                | 1 – 1                                                                  | Egitto                                                                 | Coppa araba FIFA 2021 - 1º turno                                       | -                                                                      | 46’ 90+2’                                                              |
| 15-12-2021                                                             | Doha                                                                   | Qatar                                                                  | 1 – 2                                                                  | Algeria                                                                | Coppa araba FIFA 2021 - Semifinale                                     | -                                                                      | 76’                                                                    |
| Totale                                                                 |                                                                        | Presenze                                                               | 57                                                                     |                                                                        | Reti (6º posto)                                                        | 24                                                                     |                                                                        |

## Palmarès

### Club
- Campionato algerino: 1

ASO Chlef: 2010-2011
- Coppa del Portogallo: 1

Vitoria Guimaraes: 2012-2013
- Campionato croato: 4

Dinamo Zagabria: 2013-2014, 2014-2015, 2015-2016, 2017-2018
- Coppa di Croazia: 3

Dinamo Zagabria: 2014-2015, 2015-2016, 2017-2018
- Campionato greco: 1

Olympiakos: 2019-2020
- Coppa di Grecia: 1

Olympiakos: 2019-2020

### Nazionale
- Coppa araba FIFA: 1

Qatar 2021

### Individuale
- Capocannoniere  del campionato algerino: 1

2010-2011 (18 reti)
- Capocannoniere del campionato croato: 1

2017-2018 (17 gol)